# Tobias Haupt
Tobias Haupt (* 5. Februar 1984 in Landshut) ist ein deutscher Betriebswirt und Fußballmanager. Seit 2018 leitet er die Akademie des Deutschen Fußball-Bundes e.V. (DFB). Zudem ist er als Professor im Bereich Sportmanagement an der privaten Hochschule für angewandtes Management tätig.

## Leben
Haupt belegte von 2004 bis 2008 das Studienfach Sport- und Eventmanagement an der Hochschule für angewandtes Management in Ismaning und war darüber hinaus als wissenschaftlicher Mitarbeiter in der Fakultät Sportmanagement tätig. Anschließend studierte er Betriebswirtschaftslehre mit Schwerpunkt Sportmanagement an der Privatuniversität Schloss Seeburg in Österreich, ehe er sich für eine Promotion im Bereich Wirtschaftswissenschaften mit dem Schwerpunkt Fußballmanagement an der Katholischen Universität Eichstätt-Ingolstadt entschied. In den Jahren 2012 und 2013 erarbeitete er ein Strategiekonzept mit Schwerpunkt Digitalisierung für Hannover 96 und arbeitete mit Vorstand und Geschäftsführung des damaligen Bundesligisten zusammen.
Seine Doktorarbeit (Thema: „Social Media Marketing und Kapitalisierungsmöglichkeiten im Spitzensport: eine empirische Erfolgsfaktorenanalyse im Rahmen der 1. Fußball-Bundesliga“) schloss er 2014 ab. Noch im selben Jahr wurde Haupt auf eine Professorenstelle für „Sportmanagement und Social Media Marketing im Sport“ an der Hochschule für angewandtes Management berufen. Später wurde er Dekan der Fakultät Sportmanagement. Zudem übernahm er am Internationalen Fußball-Institut das Amt des stellvertretenden Direktors sowie des fachlichen Leiters des Bereichs „Digitalisierung im Fußball“. Zu seinen Forschungsgebieten zählten unter anderem die Spitzensportvermarktung, Kapitalisierungsmöglichkeiten, Aspekte des Sportmanagements, Kommunikationsmöglichkeiten von Fußballvereinen mit ihren Anhängern sowie der Einsatz sozialer Netzwerke im professionellen Sport. Im Rahmen seiner Professur setzte er den Austausch mit Verbänden, Vereinen und Spitzensportlern fort. Zudem übernahm er am Internationalen Fußball-Institut in Ismaning das Amt des stellvertretenden Direktors sowie des fachlichen Leiters des Bereichs „Digitalisierung im Fußball“. Zu seinen Kerngebieten zählen unter anderem Fußballmanagement, Strategieentwicklung im Fußball, Aus- und Weiterbildung sowie Innovation im Fußball.
Am 1. Oktober 2018 trat Haupt die Stelle des Leiters der Akademie des Deutschen Fußball-Bundes (DFB) an. Sie ist Teil der DFB-Direktion Nationalmannschaften und Akademie, die bis zum 5. Dezember 2022 unter der Leitung von Oliver Bierhoff stand. Die Schwerpunkte seiner Arbeit bilden nach Angaben des Verbandes die Bereiche „Entwicklung und Innovation“ sowie „Aus-, Fort- und Weiterbildung der Spitzenakteure im deutschen Fußball“. Zu seinen Projekten als Leiter der Akademie zählen unter anderem Tagungen zum Thema Führung, die Entwicklung einer Denkfabrik und die Reform des Fußballlehrer-Lehrgangs. Haupt arbeitet dabei mit den Trainern und Spielern der deutschen Fußballnationalmannschaften sowie ausgewählten Vereinen und Fachleuten im deutschen Fußball zusammen.

## Privat
Tobias Haupt lebt in Frankfurt am Main und in München. Seine Karriere als Fußballtorhüter beendete er 2014 im Alter von 30 Jahren. Mit der SpVgg Landshut und dem SC Fürstenfeldbruck spielte er in der Bayernliga.